# 曼努埃尔·加西亚·普列托
曼努埃尔·加西亚·普列托（西班牙語：Manuel García Prieto，1859年11月5日—1938年3月8日) ，阿尔胡塞马斯侯爵，西班牙律师、自由党政治人物。历任内政大臣、恩典与司法大臣、公共工程大臣、外交大臣等职位，先后五次担任首相。

## 早年生活
1859年11月5日出生在莱昂的阿斯托尔加镇。在马德里圣伊西德罗学院学习法律相关专业。毕业后在马德里市法院担任检察官。此后在尤金尼奥·蒙特罗·里奥斯创办的律师事务所任职，并迎娶了他的女儿。受岳父政治观点影响加入自由党，并于1886年当选阿斯托尔加镇自由党议员。1893年当选圣地亚哥德孔波斯特拉市议员并成功连任此后的三次地方选举，任职长达二十多年。

## 政客生涯
1897年被任命为西班牙国家法律服务局局长，此后担任海外事务副大臣。1905年6月至12月，在尤金尼奥·蒙特罗·里奥斯内阁中担任内政大臣。1905年12月至1906年6月，在莫雷特内阁中担任恩典与司法大臣。由于莫雷特内阁对军方采取妥协态度，他最终决定辞职。
1906年7月至11月，在何塞·洛佩兹·多明格斯内阁中担任发展大臣。1909年被任命为西班牙移民委员会和社会改革研究院委员，他担任这两个职位一直到1913年和1920年。
1910年2月至1912年12月，在卡纳莱哈斯和罗马诺内斯伯爵内阁中担任外交大臣。在担任这一职务期间，他在国际政治上为西班牙争取了许多利益。1911年签署了《西班牙-摩洛哥条约》，维护了西班牙在摩洛哥的殖民地利益。1912年与法国就摩洛哥问题进行谈判，西班牙承认法国与摩洛哥签署的《非斯条约》。由于他努力准备允许建立摩洛哥保护国的阿尔赫西拉斯条约，他从国王阿方索十三世那里获得了阿尔胡塞马斯侯爵的称号，后来获得了西班牙参议院终身参议员的职位。
1912年11月，时任首相卡纳莱哈斯遇刺。他担任代理首相2天，最终因为罗马诺内斯伯爵的反对而辞职。这使得自由党发生分裂：加西亚·普列托随后成为自由民主派的领导人，罗马诺内斯伯爵则领导了多数派。
1916年至1918年任西班牙参议院议长。因国防委员会危机事件，普列托于1917年4月组阁。但他无力处理危机，内阁仅维持两个月就宣告垮台。1917年西班牙政治危机期间，普列托与罗马诺内斯伯爵多次进行对抗，试图夺取自由党控制权。最终普列托于1917年7月成功夺取领导权，并在11月第三次担任首相，主持集中政府。在俄国十月革命的影响下，西班牙也爆发了群众运动，要求赦免在去年夏天发生的革命罢工中被捕的人。普列托采取的政策引发了左翼自由党的再次分裂，自由党党员圣地亚哥·阿尔瓦率领部分党员出走，成立王朝左翼派。这随即引发1918年3月的政治危机。国王阿方索十三世召见各派政治势力领导人并宣称如果无法组建新政府他讲流亡海外。最终，保守党党首安东尼奥·毛拉-蒙塔内尔组建联合政府，普列托在其中担任内政大臣（1918年3月-11月）。
1918年秋，受西班牙流感疫情影响，20%的西班牙人口死于疫情。同年11月，普列托受命第四次担任首相。他在任期间提出了《义务劳动者退休法案》，但在12月因《联邦法案》未能通过而垮台。
1921年7月，西班牙在里夫战争中接连失败。1922年12月，普列托第五次组建内阁。这一内阁包含了西班牙的各种政治派别：罗马诺内斯伯爵（任恩典与司法大臣）、王朝左翼派（领导人圣地亚哥·阿尔瓦任外交大臣）、激进派（领导人拉斐尔·加塞特任公共工程大臣）等等。圣地亚哥·阿尔瓦是这个内阁组建的推动者，在内阁中具有较高地位。但自由派人士大量担任阁僚引发了国王的不满。因此皇室与内阁的关系非常紧张。1923年9月，米格尔·普里莫·德·里维拉上将在巴塞罗那发动政变。国王拒绝了普列托内阁镇压政变的提议。于是普列托内阁宣布总辞职。西班牙迎来了德里维拉将军的独裁时代。

## 独裁时代与君主制末期
德里维拉将军独裁期间，普列托闭门谢客，远离政治。1931年2月，在时任首相胡安·包蒂斯塔·阿斯纳尔-卡瓦尼亚斯的邀请下，普列托重返政坛，在阿方索十三世时代最后一届内阁中担任恩典与司法大臣。尽管当时西班牙的局势已经到了危险的边缘，但他还是相信君主制可以继续维持。

## 晚年生活
在西班牙第二共和国成立后，他退出公共生活。1938年3月8日在圣塞巴斯蒂安去世，享年78岁。

## 家庭与个人生活
加西亚·普列托有两个女儿。他还是多家银行，跨国公司董事会成员。1916年-1922年任马德里律师协会会长。他还是西班牙皇家道德与政治科学院院士，国际法研究院院士，西班牙皇家法学院院士，并在1909年，1910年和1913年三次当选院长。

## 荣誉
- 西班牙卡洛斯三世勋章